# تراوه (زیست‌شناسی)

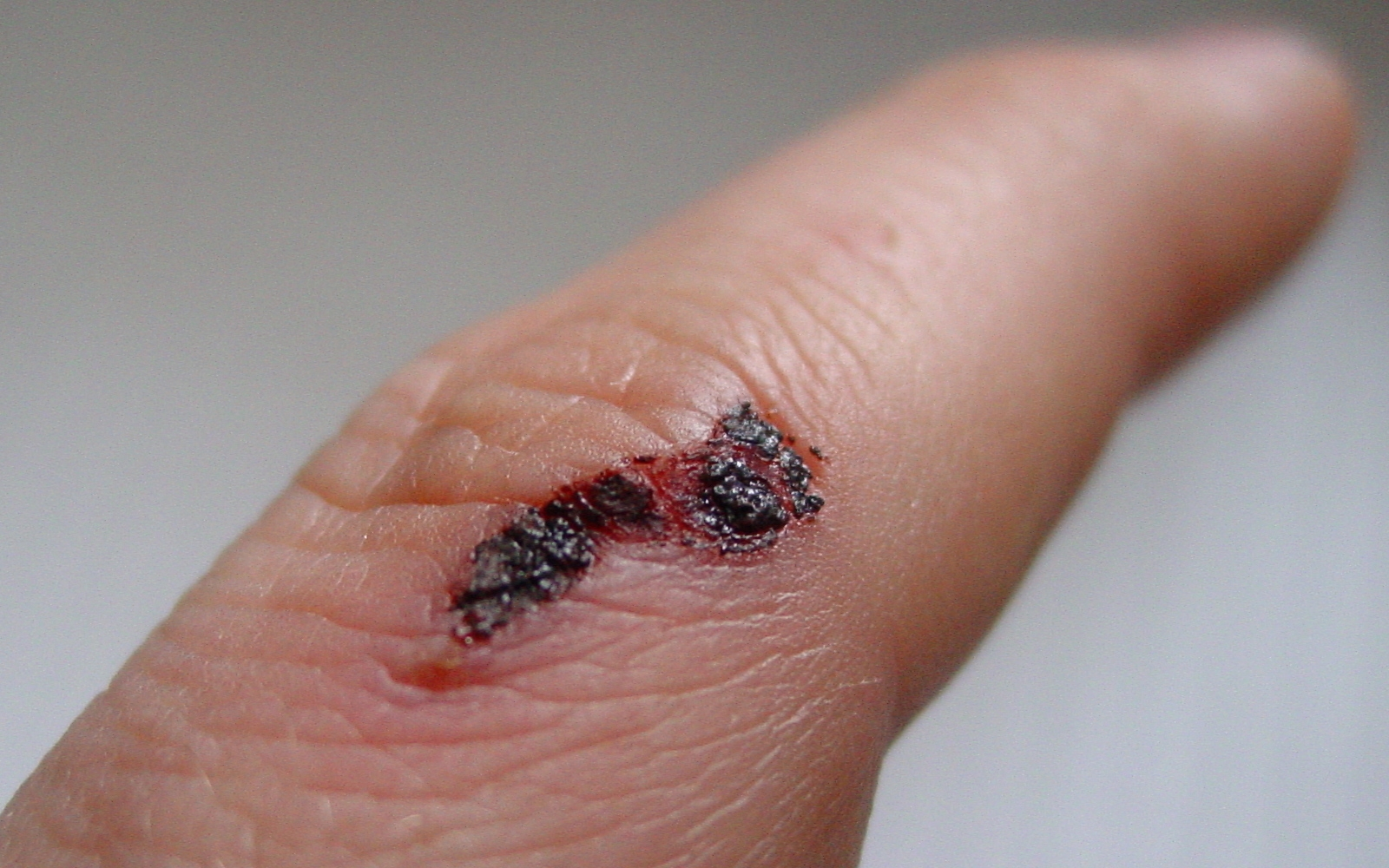

تراوه یا اگزودا (به فرانسوی: Exsudat) (به انگلیسی: Exudate) در  زیست‌شناسی به مایعی که از یک بافتِ زیستی به بیرون داده می‌شود، گفته می‌شود. این واژه در دانش پزشکی نیز به برون‌نشستِ یک مایع از دستگاه گردش خون از طریق زخم یا آسیبی دیگر گفته می‌شود.

## انواع تراوه در پزشکی
تراوه یا اگزودا (اگزودات) مایع خارج سلولی است که در نتیجهٔ تغییر وریدها هنگام التهاب به‌وجود می‌آید که باعث ایجاد یک مایع خارج سلولی با غلظت بالای پروتئین و چسبندگی بالا می‌شود. درواقع، اگزودا طرف مقابل ترانسودا است و به‌طور شایع در عوارض انفلامیتور، عفونت‌ها و عوارض نئوپلاستیک خواهد بود. در آنفارکتوس ریه، تروما و حساسیت به دارو ممکن است تراوه ایجاد شود.
انواع تراوه عبارتند از:
- تراوهٔ (بدخیم)
- تراوهٔ ریزشی (نزله‌ای یا زکامی)
- تراوهٔ چرکین
- تراوهٔ التهابی
- تراوهٔ فیبرینی